# フリーダ・ダヴィドヴナ・グレーヴィチ
フリーダ・ダヴィドヴナ・グレーヴィチ（ロシア語: Фри́да Давы́довна Гуре́вич、1912年1月1日 - 1988年9月8日）は、ソビエト連邦の考古学者、歴史家。

## 経歴
1912年1月1日、ラトビアのプレイリで生まれた。1932年にレニングラード（現: サンクトペテルブルク）のゲルツェン教育大学（現: ロシア国立ゲルツェン教育大学）を卒業後、1934年に国立考古学・民族学研究所（GAIMK）で中世西ヨーロッパ史について学んだ。1937年からソ連科学アカデミー（現: ロシア科学アカデミー）考古学研究所のレニングラード支部に勤務し、ベラルーシのポネマン（Понеманье）地方の（主に初期鉄器時代と旧ロシア時代）の歴史を考古学の観点から研究し、1964年からは上等研究員となった。また、1941年から1945年にかけての第二次世界大戦の独ソ戦下においてはレニングラードから避難したソ連科学アカデミーの職員の子らの寄宿舎に勤務した。
1988年9月8日、76歳で死去した。